# Within the Woods
Within the Woods è il cortometraggio del 1978 realizzato in 8 mm da Sam Raimi, all'epoca diciannovenne, con gli amici Bruce Campbell e Robert Tapert per ottenere il finanziamento per girare The Evil Dead (1981), film di culto che in Italia è stato distribuito nel 1984 con il titolo La casa.

## Trama
Quattro amici stanno trascorrendo un tranquillo fine settimana in una casa in campagna. Ma quando due di loro, Bruce ed Ellen - usciti per un picnic nel bosco - trovano un vecchio coltello sacrificale, le cose prendono inaspettatamente una piega terrificante: Bruce viene ritrovato morto dalla ragazza. Viene successivamente posseduto dalle forze del male e, tornato nel cottage, uccide Shelly mentre Ellen in preda al panico durante la fuga ferisce mortalmente Scotty. Alla fine la ragazza riuscirà a uccidere Bruce ma nella scena finale, l'ormai posseduto Scotty, si rialza e la aggredisce alle spalle.

## Rapporto conLa casa
Within the Woods è uno dei tanti cortometraggi girati quasi per gioco da Sam Raimi e Bruce Campbell alla fine degli anni settanta. Si tratta del prototipo di ciò che poi diverrà La casa, il film culto che nel 1981 farà gridare al capolavoro i fan dell'horror-splatter, tanto che qualcuno lo considera addirittura il primo vero capitolo della serie. Nonostante la qualità artigianale del prodotto, dovuta chiaramente alla scarsità di mezzi a disposizione (appena 1.600$ di budget), e lo stile di regia ancora acerbo, il film può risultare interessante (soprattutto per i fan della saga) perché contiene diverse caratteristiche che Raimi riutilizzerà nei successivi film della serie stessa.
Tra le sequenze riutilizzate da Raimi ci sono la fuga di Ellen Sandweiss, inseguita dalle forze del male, verso lo chalet (ripresa ne La casa, in cui interpreta Cheryl, la sorella di Ash) e la scena in cui Jake varca la porta e viene ferito per sbaglio con una coltellata (presente, seppur modificata e corretta, in La casa 2). Scott Spiegel, che qui compare nella parte di Scotty, è il co-sceneggiatore de La casa 2 e successivamente dirigerà Dal tramonto all'alba 2 - Texas, sangue e denaro. Delle persone coinvolte in questo cortometraggio, Mary Valenti (Shelly) è l'unica che ora non lavora in ambito cinematografico. La scena in cui Bruce Campbell si stacca a morsi la mano, dopo che questa è stata quasi tagliata via da una coltellata di Ellen Sandweiss, fu improvvisata dall'attore.

## Reperibilità
Within the Woods è un prodotto amatoriale che non è mai stato commercializzato ufficialmente, e non è nemmeno coperto da copyright. Al contrario, è molto diffuso in DVD e Video CD, soprattutto su EBay, per cui esclusivamente in lingua originale, e tra l'altro con una qualità visiva complessivamente molto bassa, che più volte rende le immagini incomprensibili.
C'è stata la volontà di inserirlo ufficialmente come extra nell'edizione DVD americana "The Evil Dead - The Book of The Dead", distribuita dalla Anchor Bay nella primavera 2002, ma non è stato possibile a causa dei diritti d'autore che gravano sulla musica usata nel film.